# آشیل ون آکر
آشیل ون آکر (انگلیسی: Achille Van Acker; ۸ آوریل ۱۸۹۸ – ۱۰ ژوئیهٔ ۱۹۷۵) یک سیاست مدار اهل بلژیک بود.